# Faida
Per faida (alto tedesco antico fehida, tedesco moderno Fehde, in inglese Feud) si intendeva la possibilità, per un privato, di ottenere soddisfazione per la lesione di un proprio diritto ricorrendo all'uso della forza.

## Storia
L'esercizio della faida venne sottoposto a qualche limitazione già in età molto antica. Per esempio non si poteva condurre una faida contro chi si trovasse presso il re, o stesse andando da lui, o ne stesse venendo (la cosiddetta Königsfriede, in italiano pace del re). Allo stesso modo non si poteva esercitare la faida contro chi si trovasse in chiesa o in un tribunale, o vi stesse andando o venendo.
Fino al XV secolo non fu possibile eliminare completamente la faida dal panorama giuridico, per cui si percorse la strada di istituire delle paci territorialmente e temporalmente limitate (i cosiddetti Landfrieden). Nel 1235 Federico II proclamò per la prima volta un Landfrieden generalizzato e senza limiti temporali per tutto il Sacro Romano Impero.
Non si trattava però di una vera e propria abolizione. Piuttosto l'esercizio del "diritto di faida" veniva sottoposto a precise formalità: la faida doveva essere preceduta da un annuncio (lettera di faida, dissipatio), ed inoltre la faida doveva rispettare determinate categorie di persone: clerici, puerpere, malati gravi, pellegrini, mercanti e carrettieri che trasportavano merce, contadini e vignaiuoli al lavoro fuori delle loro abitazioni, oltre a chiese e sagrati.
Un'ulteriore limitazione fu introdotta dal clero, la cosiddetta tregua Domini, tregua pacis Dei, per la quale per quattro giorni la settimana, da mercoledì sera fino al lunedì mattina non dovevano aver luogo faide. Tutto ciò non fu però molto efficace a porre limiti all'arbitrio dei potenti e alla crudezza del diritto del più forte.
Va all'imperatore Massimiliano I il merito di aver promosso nella dieta di Worms del 1495 l'ewiger Landfrieden ("Landfrieden perpetuo"), che comportava la rinuncia, in tutti i territori tedeschi, all'uso delle armi per la risoluzione delle liti. In questo modo veniva meno ogni tipo di faida, anche quelle sino ad allora consentite, e il ricorso alla faida veniva dichiarato violazione del Landfrieden. Questa decisione sancì il tramonto della faida come istituto giuridico. L'ultima faida segnalata che sfociò in un conflitto armato è quella, del 1518, nata per questioni di tassazione, tra i nobili della città di Hildesheim e il loro vescovo.

## Nozione e caratteristiche
Secondo il diritto degli antichi germani, la tutela del diritto spettava in primo luogo al singolo, alla sua famiglia e al suo clan, e solamente in caso di necessità allo Stato, ovvero all'intero popolo o ai suoi capi e rappresentanti. Il danneggiato aveva il diritto di vendicarsi, e di dare inizio di propria mano ad una faida, così da costringere chi gli aveva procurato danno a espiare la propria colpa. Per questo, nella tradizione germanica, la faida rappresentava un autentico istituto giuridico.
Ma poiché esso metteva in discussione la sicurezza del più debole rispetto al più forte, si faceva in modo di intervenire a favore del danneggiato qualora questi non volesse o non potesse avvalersi del suo diritto di faida. Chi aveva provocato il danno veniva portato di fronte ad un tribunale e costretto a dare soddisfazione al danneggiato. Generalmente tale soddisfazione consisteva nel pagamento di una determinata somma di denaro (guidrigildo), ed in questo modo si ripristinava la pace tra le parti. Nel regno dei Longobardi la sostituzione della faida con il guidrigildo venne sancita con l'Editto di Rotari (643).
La differenza sostanziale rispetto agli ordinamenti giuridici odierni, è che il ricorso a una procedura di tipo processuale era facoltativo ed alternativo alla possibilità di tutelare il proprio diritto autonomamente, facendo anche uso della forza. Uso della forza che in questo caso era considerato pienamente legittimo - a differenza del diritto moderno, nel quale esiste la figura del reato di ragion fattasi. La faida si differenziava anche da ciò che oggi chiamiamo legittima difesa: quest'ultima consiste nell'impedire, anche con l'uso della forza, un danno imminente a beni o alla persona; la faida nasceva per ottenere soddisfazione per un danno a beni o alla persona che era già intervenuto. Le faide potevano riguardare due individui, ma talvolta coinvolgevano interi territori o grandi città, e, esteriormente, diventava impossibile distinguere questo tipo di "giustizia privata" da una guerra vera e propria, con eserciti in marcia, battaglie, devastazioni e saccheggi.